# Sindoni Tower
Sindoni Tower – wieżowiec w Maracay w Wenezueli. Został ukończony w 2009 i nazwany imieniem wenezuelskiego businessmana Filippo Sindoni zmarłego w 2006 roku. Przeznaczenie budynku jest biurowe.